# E-tvorjenka
E-tvorjenke so se v slovenščini uveljavile s pojavom t. i. novih tehnologij (internet, mobilna telefonija) in nastajanjem novih načinov tvorjenja besed. Gre za tvorbeno-pretvorbeno nepredvidljive tvorjenke, ki so do neke mere prepuščene izbiri (prvega) tvorca in pri katerih lahko prepoznamo le najpogostejše vzorce. So tvorjenke z enoglasovnim krnom, npr. e-pošta, e-šola, m-poslovanje. Vzorec je prevzet iz angleščine, pri nas pa se je uveljavil s prevodom angl. e-mail v e-pošta. 

## Zgradba
Podstava morfema e- je pridevnik elektronski. V teh tvorjenkah ima preneseni pomen in se neposredno ne 'nanaša [več] na elektrone, elektriko'. Glede na pomen jih ločimo v tri vrste: 
a) podstavni elektronski ima pomen 'ki je povezan z računalnikom; računalniški', npr. e-slovar, e-verzija, e-opravilo, e-zabava, e-grozljivka, e-tenis, e-pilot, e-odpadek, e-smet;
b) podstavni elektronski ima pomen 'ki je povezan z internetom; internetni', npr. e-pošta, e-naslov, e-pismo, e-sporočilo, e-kartica, e-razglednica, e-servis, e-poslovanje, e- zavarovalnica, e-nadzor;
c) podstavni elektronski ima pomen 'ki je povezan z informacijami; informacijski', npr. e-ministrstvo, e-študent, e-vladni.
Pojavljajo se tudi e-tvorjenke z morfemom m-, ki je nastal iz pridevnika mobilni, npr. m-poslovanje, m-vse, m-prodaja, m-informacija, m-bančništvo, m-zabava, vendar se je za iste primere bolj uveljavil morfem e-. E-tvorjenke z morfemom i- v podstavi pa so iz pridevnika internetni, npr. iprogramček, i-net (okrajšava za internet), i-volitve, i-učbenik, i-Računi, i-Slovar, i-tabla. Nekatere se pojavijo v pomenu Apple izdelek, npr. i-naprava, i-dioti, i-igračka, i-produkt, i-zadeva. Preostale črke imajo v primerjavi z enoglasovnimi krni e-, m- in i- manj pojavitev, običajno so povezane z znamkami vozil ( X-mini ali C-Airdream), kategorijami (C-liga ali R-klasa) in izdelki (X-porter) ter lastnimi imeni, v katerih črka ne nosi posebnega pomena (A-kanal ali C-span). 

## Nesistemskost e-tvorjenk
Na prvi pogled so enake tipu C-vitamin, ki sodi med  medponskoobrazilne zloženke, vendar med e-naslovom in C-vitaminom ni skupnih tvorbeno-pretvorbenih lastnosti. Tvorbno-pretvorbni postopek C-vitamina je:
C-vitamin < vitamin C{-Ø}; {} > -Ø-, C-, -vitamin; C- + -Ø- + -vitamin > *Cvitamin, s pravopisnim popravkom: C-vitamin.
Podstavni C je samostojna beseda (samostalnik moškega spola), podstava e-ja pa ni e, temveč elektronski, e sam po sebi nima pomena 'elektronski', torej ni simbol s tem pomenom. Prav tako e nima pomena razreda, saj lahko netvorjeni črkovni simboli v zloženkah nastopajo tudi v pomenu hierarhičnosti, npr. D-dur : E-dur, lahko imajo tudi samo razločevalno vrednost, npr. C-disk : D-disk. Podstava e-naslova je lahko samo elektronski naslov, torej samostalniška stalna besedna zveza s pridevniškim prilastkom, zato tudi po strukturi podstave e-naslov ne sodi med medponskoobrazilne zloženke, hkrati pa v e-tvorjenkah tudi ni obrazila, saj ni podstave zanj. V neobstoju obrazila so e-tvorjenke podobne kraticam, katerih podstavna beseda ali zveza je krnjena, krni pa so nato združeni. Tudi pri elektronskem naslovu je elektronski krnjen, za razliko od kratic pa je pri e-tvorjenkah podstavni elektronski, mobilni itd. krnjen predvidljivo, in sicer vedno do prvega glasu oz. črke. Krn je nato združen z jedrom podstavne besedne zveze. Pri e-tvorjenkah je kraticam podoben tudi njihov izgovor, ta je namreč pri obojih lahko tudi razvezovalni. Podstava morfemov e-, m- in i- je prepoznavna, ker so take tvorjenke nedvoumno povezane z novimi tehnologijami (internetom in prenosnimi telefoni). Vsaka tvorjenka z e- ima še vedno neko (čeprav preneseno) zvezo z računalnikom, internetom ali informacijami, ki jih prenašamo po teh dveh medijih, tvorjenke z morfemom m- pa so vsebinsko vedno povezane z mobilnimi telefoni. 

## Dvozačetniške in navidezne e-tvorjenke
Zaradi nestandardnosti e-tvorjenk in pomanjkanja obravnave v kodifikacijskih priročnikih, in ker se ustvarjalci v spletnih naslovih radi izognejo vezajem, lahko najdemo tudi dvozačetniške e-tvorjenke, pri katerih je podstava zapisana z veliko začetnico in brez vezaja. Največ takšnih tvorjenk se začne z enoglasovnim krnom e, npr. eRačun, eZdravje, eTrgovina, ePoslovanje, eSlog, eUprava, eRedovalnica. Pojavljajo se tudi tiste z enoglasovnim krnom i- v pomenu internetni in m- v pomenu mobilni telefon, npr. iBanka, iRazglednica, iGorenje, iUčbenik in mCOBISS, mVzajemna, ter i pri Applovih izdelkih, npr. iPhone, iPad, iOS, iPod, iMac. 
Veliko tvorjenk bi na prvi pogled uvrstili med nesistemske tvorjenke z enoglasovnim krnom, čeprav so le lastna imena, ki so jih svojim izdelkom nadela razna podjetja, in tudi sistemske tvorjenke. Gre predvsem za izdelke iz avtomobilske industrije in drugih vrst, npr. T-Jet, S-Class/s-klasa in x-box/xBox, uTorrent.